# Brouwerij De Vlier
Brouwerij De Vlier is een Belgische brouwerij te Holsbeek in de provincie Vlaams-Brabant.

## Achtergrond
Brouwerij De Vlier werd op 10 maart 2008 opgericht door Marc Andries, ingenieur in de scheikunde en landbouw, optie biotechnologie. Daarvoor werkte hij in de Brouwerij van Achouffe en Brouwerij Haacht. Oorspronkelijk was de brouwerij gevestigd te Vlierbeek (een parochie van Kessel-Lo, dat op haar beurt een deelgemeente is van Leuven). Vandaar de naam “De Vlier”. Het eerste bier uit 2008 kreeg dan ook de naam “Kessel Blond”, naar Kessel-Lo.

Vrij snel werd duidelijk dat de ligging van de eerste brouwerij niet ideaal was. Daarom werd in het najaar van 2009 verhuisd naar Holsbeek. Om de productie te kunnen vergroten, werden 2 gistingstanks van 1000 liter aangekocht.
De bieren van brouwerij De Vlier worden vermeld als Vlaams-Brabantse streekproducten.

## Bieren
- Brut, blond aperitiefbier van 8%
- Carrousel, blond bier van 6%
- De Vlier X-Mas, donker kerstbier van 8,5%
- Ferme Framboos, frambozenbier van 8%
- Gulden Delle, blond aperitiefbier van 8%
- Holsbeek Lentetripel, blonde tripel van 8%
- Kessel 69, amberkleurig bier van 6,9%
- Kessel Blond, blond bier van 7,5%